# Sergio Rizzo
 (septembre 2016).
Si vous disposez d'ouvrages ou d'articles de référence ou si vous connaissez des sites web de qualité traitant du thème abordé ici, merci de compléter l'article en donnant les références utiles à sa vérifiabilité et en les liant à la section « Notes et références ».
Sergio Rizzo est un journaliste et un écrivain italien né le 7 septembre 1956 à Ivrée.

## Œuvre
- La Casta (avec Gian Antonio Stella), 2007.
- La Deriva, 2008.
- La Cricca, 2010.